# Tanzanie
Tanzanie, plným názvem Tanzanská sjednocená republika (ve svahilštině Jamhuri ya Muungano wa Tanzania), je stát ve východní Africe. Na severovýchodě s ní sousedí Keňa, na severu Uganda, na severozápadě Rwanda a Burundi, na západě Demokratická republika Kongo, na jihozápadě Zambie a Malawi a na jihu Mosambik. Na území Tanzanie se nachází nejvyšší hora Afriky Kilimandžáro, největší africké jezero – Viktoriino, stejně jako nejhlubší jezero kontinentu Tanganika. 
Země má 61 milionů obyvatel (odhad z roku 2021). Obyvatelstvo se skládá z přibližně 120 etnických, jazykových a náboženských skupin a Tanzanie je tak nejrozmanitější zemí ve východní Africe. Úřední jazyk není určen, v praxi tuto funkci má svahilština, kterou se učí na základních školách. Přibližně 10 procent Tanzanců má svahilštinu jako první jazyk, 90 procent jako druhý. Na univerzitách se vyučuje v angličtině, byť tanzanská vláda hodlá tuto praxi ukončit. Od roku 1996 je hlavním městem Dodoma, kde se nachází sídlo prezidenta, parlament a všechna ministerstva. Bývalé hlavní město Dar es Salaam je největším městem v zemi, hlavním přístavem a předním obchodním centrem. Nejrozšířenějším náboženstvím je křesťanství, existuje ale také početná muslimská a animistická menšina.
Tanzanie vznikla v roce 1964 sloučením dvou původně nezávislých států: Tanganiky, ležící u stejnojmenného jezera, a ostrovního Zanzibaru. Název Tanzanie je odvozen z názvů obou zakladatelských států. Území má však mnohem delší historii, bylo zde nalezeno mnoho důležitých fosilií, podle nichž odborníci rekonstruují nejstarší vývoj lidského druhu a lidských předchůdců. Město Kilwa Kisiwani (dnes na seznamu Světového dědictví) bylo perlou středověké východní Afriky a významným centrem obchodu. V letech 1885–1919 bylo území německou kolonií pod názvem Německá východní Afrika. Poté se dostalo pod kontrolu Británie. Tanganika získala nezávislost na Británii roku 1961, Zanzibar o dva roky později.

## Historie

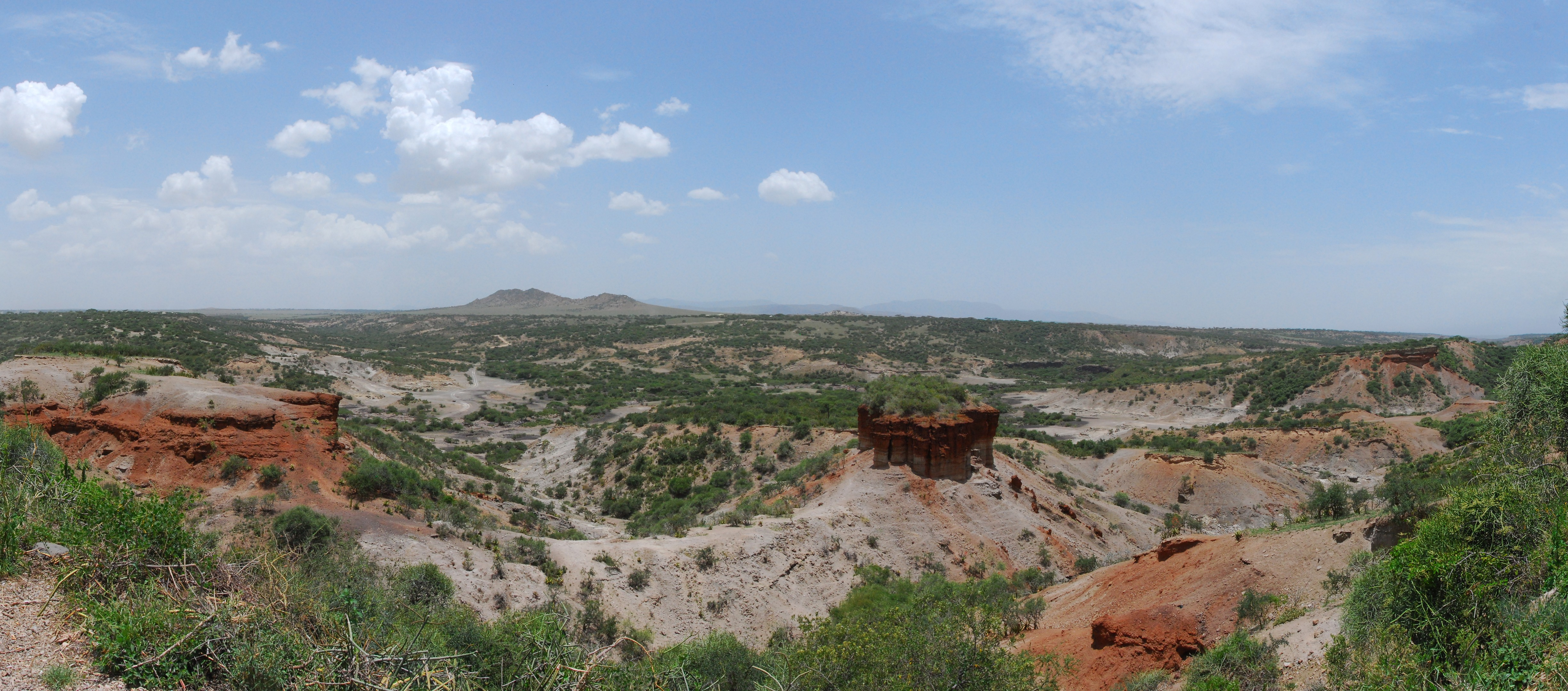
Olduvajská rokle, "kolébka lidstva"

Tanzanie patří k nejdéle osídleným zemím světa. Nachází se zde proslulé paleoantropologické a archeologické lokality, vydávající pozůstatky prvních lidí (Homo habilis) i jejich předchůdců z rodu Australopithecus (A. afarensis, A. aeethiopicus). V Laetoli byly navíc zachyceny otisky stop dvojnohých homininů, zatímco nedaleká Olduvajská rokle se proslavila nálezy nejstarších pozůstatků kamenných nástrojů.
Nejstaršími domorodými kmeny v oblasti byli patrně Hadzové a Sandavové, kteří byli lovci a sběrači. V době kamenné a bronzové (asi 2000 př. n. l.) došlo k mohutné migraci na území dnešní Tanzanie, především kmenů, které mluvily kušitskými jazyky. Na severu se pak o něco později usadili lidé mluvící nilotskými jazyky (skupina východosúdánských jazyků) a kolem Viktoriina jezera a jezera Tanganika mluvčí bantuských jazyků. Ti se poté rozšířili po celém území dnešní Tanzanie. Přinesli s sebou inovaci v podobě pěstování rostlin, především pak smldinců a jejich škrobovitých hlíz zvaných jamy. K pozdním migračním vlnám patří příchod Masajů, jenž začal asi od roku 500. Pareové, kteří se usadili pod Kilimandžárem, rozvinuli jako první techniku výroby železa. Hajaové na západním břehu Viktoriina jezera vynalezli typ vysoké pece, která jim umožnila kovat vysokouhlíkovou ocel při teplotách přesahujících 1820 °C před více než 1500 lety.

Ve 3. století bylo vnitrozemí Tanzanie osídleno kmeny Sanů, které postupně začaly vytlačovat bantuské kmeny. Existují důkazy o omezeném zapojení pobřežních oblastí a Zanzibaru do dálkového obchodu: bylo nalezeno malé množství dovážené keramiky (méně než 1 % z celkových nálezů). Většinou šlo o zboží z Perského zálivu, tyto artefakty jsou řazeny do 5. až 8. století. Význam obchodu a množství obchodu rychle rostly od poloviny 8. století. Na konci 10. století byl již Zanzibar jedním z centrálních svahilských obchodních center. Od 9. století se na pobřeží přímo usazovali arabští a perští obchodníci. Ve 12. století se v pobřežní oblasti začala rozvíjet islámská a arabsky orientovaná kultura Svahilců. 

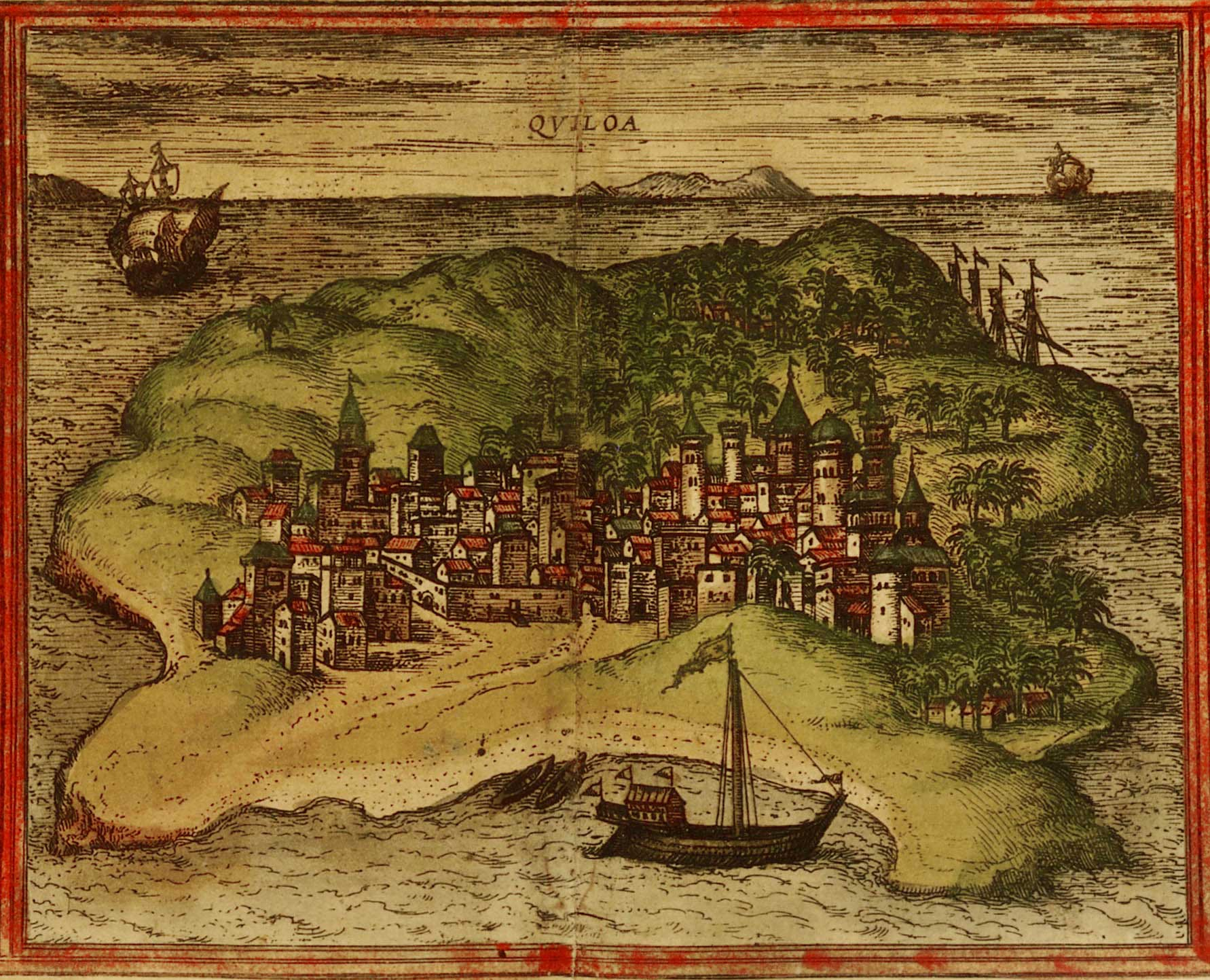
Vyobrazení města Kilwa z roku 1572, světové dědictví UNESCO

Ekonomická, sociální a náboženská moc se stále více koncentrovala v Kilwa Kisiwani. Šlo nejen o nejvýznamnější tanzanské středověké město, ale také městský stát, který v jisté chvíli ovládl celé pobřeží, jakožto Kilwský sultanát. Ten byl dle legendy založen princem ze Šírázu (dnešní Írán). Hlavním obchodním artiklem v Kilwě bylo zlato, které se vozilo ze Sofaly v Království Mutapa (dnes Mosambik). Kilwa zůstala hlavní silou ve východní Africe až do příchodu Portugalců na konci 15. století.

Roku 1498 jako první Evropan oblast navštívil Vasco da Gama. Portugalci v roce 1503 osídlili ostrov Zanzibar. Udrželi se v oblasti dvě století. V roce 1698 byl Zanzibar dobyt maskatským sultánem z Ománu. V polovině 19. století pobřeží ovládal zanzibarský sultán. Během této doby se Zanzibar stal centrem obchodu s otroky pro celé východoafrické pobřeží a přes ostrov prošlo ročně až 50 000 otroků. Zotročeno bylo 65 až 90 procent populace Zanzibaru. K nejslavnějším obchodníkům s otroky patřil Tippu Tip, který v poslední třetině 19. století fakticky ovládal se svojí soukromou armádou rozsáhlé území v oblasti Velkých afrických jezer. Obchod s otroky byl zakázán na konci 19. století.

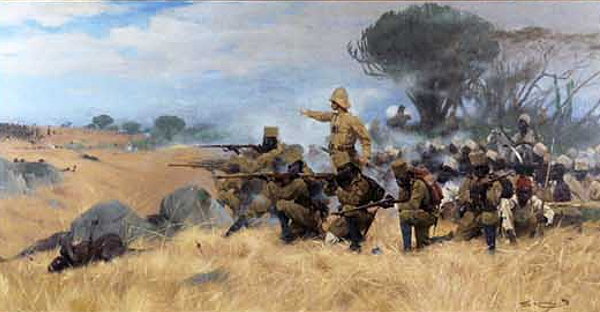
Povstání proti německé koloniální vládě v roce 1905

Britové se se zanzibarským sultánem snažili uzavírat dohody, ale v 80. letech 19. století o oblast projevili zájem Němci. V roce 1885 se pobřežní oblast stala protektorátem Německé říše, tzv. Německou východní Afrikou. Britové získali Zanzibar v roce 1890 smlouvou Heligoland–Zanzibar Treaty (Helgoland-Sansibar-Vertrag), ve které Německá říše upustila od uplatňování územních nároků na Zanzibar výměnou za jiná území. Během 1. světové války došlo z obou stran k odlivu surovin včetně lidských zdrojů do válčící Evropy. Po válce připadlo na základě Versaillské smlouvy území Německé východní Afriky Velké Británii. Bylo pak známo jako Tanganika. Británie se dohodla na předání částí území do správy Belgie a Portugalska.
Během druhé světové války se asi 100 000 lidí z Tanganiky připojilo ke spojeneckým silám. Tvořili tak téměř třetinu všech Afričanů (asi 375 000), kteří se na straně Spojenců do války zapojili. Tanganičané bojovali během východoafrické kampaně v Somálsku a Etiopii proti Italům, na Madagaskaru proti francouzským vichistickým vojskům a v Barmě proti Japoncům. Tanganika byla během války důležitým zdrojem potravin a její příjmy z exportu se ve srovnání s předválečnými lety výrazně zvýšily.

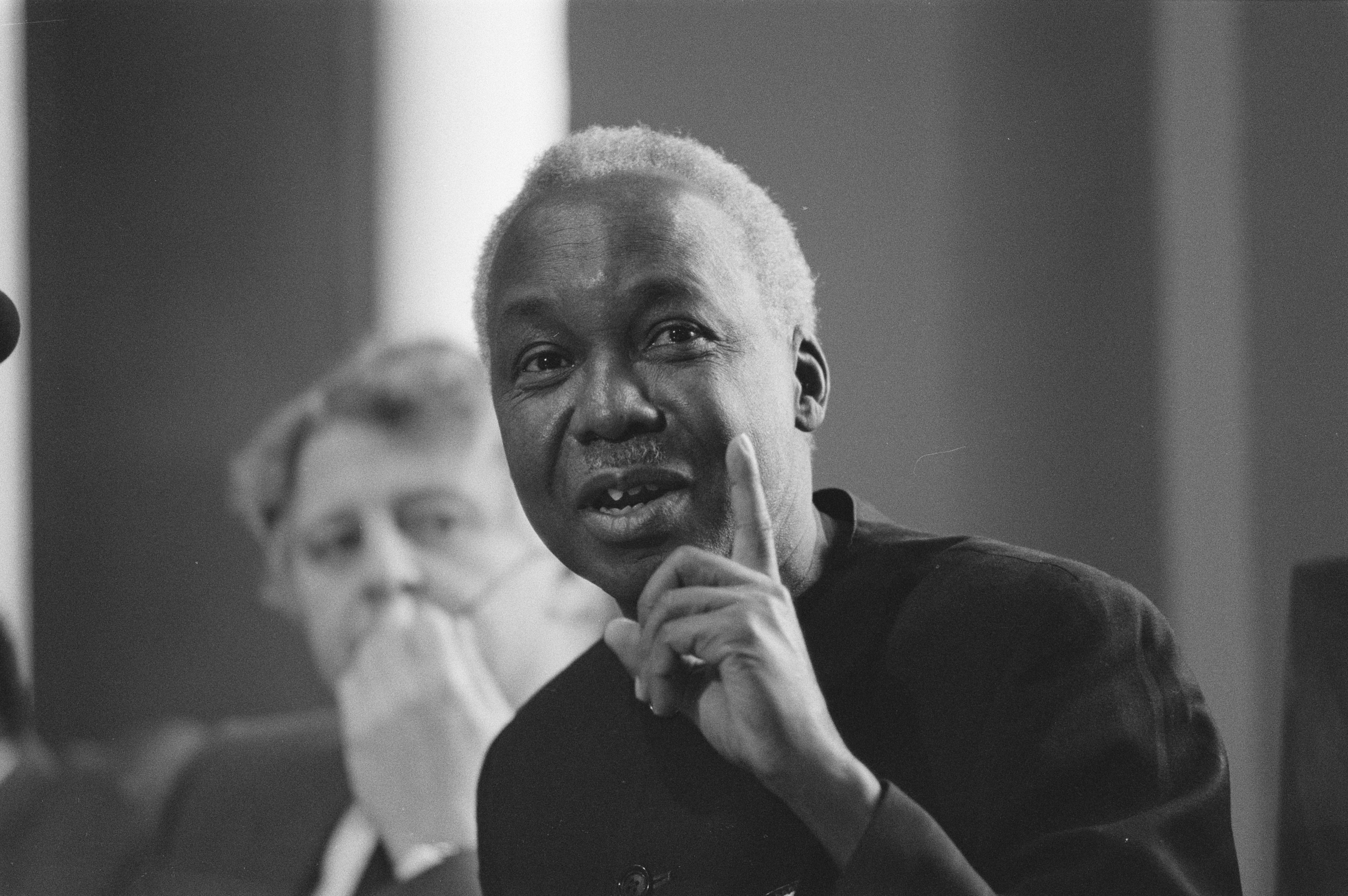
Julius Nyerere

Po válce náleželo území OSN, správu vykonávala Velká Británie. V roce 1954 založil Julius Nyerere Tanganický africký národní svaz (TANU). Hlavním cílem TANU bylo dosáhnout suverenity Tanganiky. Do roka se TANU stala vedoucí politickou silou v zemi a Nyerere předsedou vlády. 3. prosince 1961 byla vyhlášena nezávislost Tanganiky. Přechod na nový režim proběhl pokojnou cestou, bez revoluce a násilností. Naopak zanzibarský sultán byl svržen při revoluci, během níž byly povražděny tisíce Indů a Arabů.
Nyerere byl dále premiérem. V roce 1964 dohodl spojení Tanganiky a Zanzibarské lidové republiky. Vznikla tak Tanzanie. Nyerere se stal prvním prezidentem Tanzanie a držel tuto funkci až do roku 1985. V Tanzanii je Nyerere považován za Otce vlasti, ovšem jeho dědictví je rozporuplné. Nyerere se, kolem roku 1967, zhlédl v čínském maoismu. Věřil, že Afričané jsou přirozenými socialisty, a pokusil se cestou nucené kolektivizace uskutečnit svůj model „afrického socialismu“ (udžamá), o němž věřil, že ustaví původní hospodářské vztahy, které panovaly před kolonizací. Následkem toho projektu se Tanzanie stala z největšího afrického vývozce potravin jejich největším dovozcem a upadla do obrovských dluhů. Také banky a mnoho velkých průmyslových odvětví byly znárodněny. Hospodářský krach nakonec přinutil Nyerereho k rezignaci. Za mimořádně úspěšnou je naopak považována Nyererova politika stírání etnických rozdílů a budování jednotné státní identity. I díky ní patřila Tanzanie k nejstabilnějším státům v regionu. Nyerere zemi též dokázal ochránit před agresemi, v roce 1978 zahájil do Tanzanie invazi ugandský vůdce, „řezník z Kampaly“, Idi Amin. Tanzanie se ale ubránila a naopak vpadla do Ugandy, kde Amina sesadila.
Po Nyererově rezignaci v roce 1985 se režim obrátil na Mezinárodní měnový fond s žádostí o půjčky. Ty byly podmíněny reformami. V roce 1992 byla ústava Tanzanie pozměněna tak, aby umožňovala soupeření více politických stran. První volby s více stranami se konaly v roce 1995. Vyhrála strana Chama Cha Mapinduzi (nyererovská strana, jež vznikla sloučením TANU a další menší strany v roce 1977). Její vůdce Benjamin Mkapa byl zvolen prezidentem. Vládl až do roku 2005. Mkapa posunul nyererovskou politiku více k sociální demokracii. Také všichni jeho nástupci byli ze strany Chama cha Mapinduzi, což vyvolává pravidelně kritiku a podezření opozice, že volby jsou manipulovány. Po smrti prezidenta Johna Magufuliho, jenž se světově proslavil popíráním nebezpečnosti covidu-19, jejž doporučoval léčit modlitbami a zeleninovými koktejly, převzala úřad viceprezidentka Samia Suluhu Hassanová, a stala se tak první ženou v čele Tanzanie.

## Státní symboly

### Vlajka
Tanzanská vlajka je tvořena listem o poměru stran 2:3 a sestává z širšího černého pruhu (břevna) po obou stranách ohraničeného užšími žluto-oranžovými pruhy (lemy), které vlajku diagonálně rozdělují na levý horní zelený a pravý dolní světle modrý roh.

### Hymna
Tanzanská hymna je píseň Mungu ibariki Afrika. Jedná se o svahilskou verzi hymny Nkosi Sikelel' iAfrika. Píseň složili Enoch Sontonga a Joseph Parry.

## Geografie

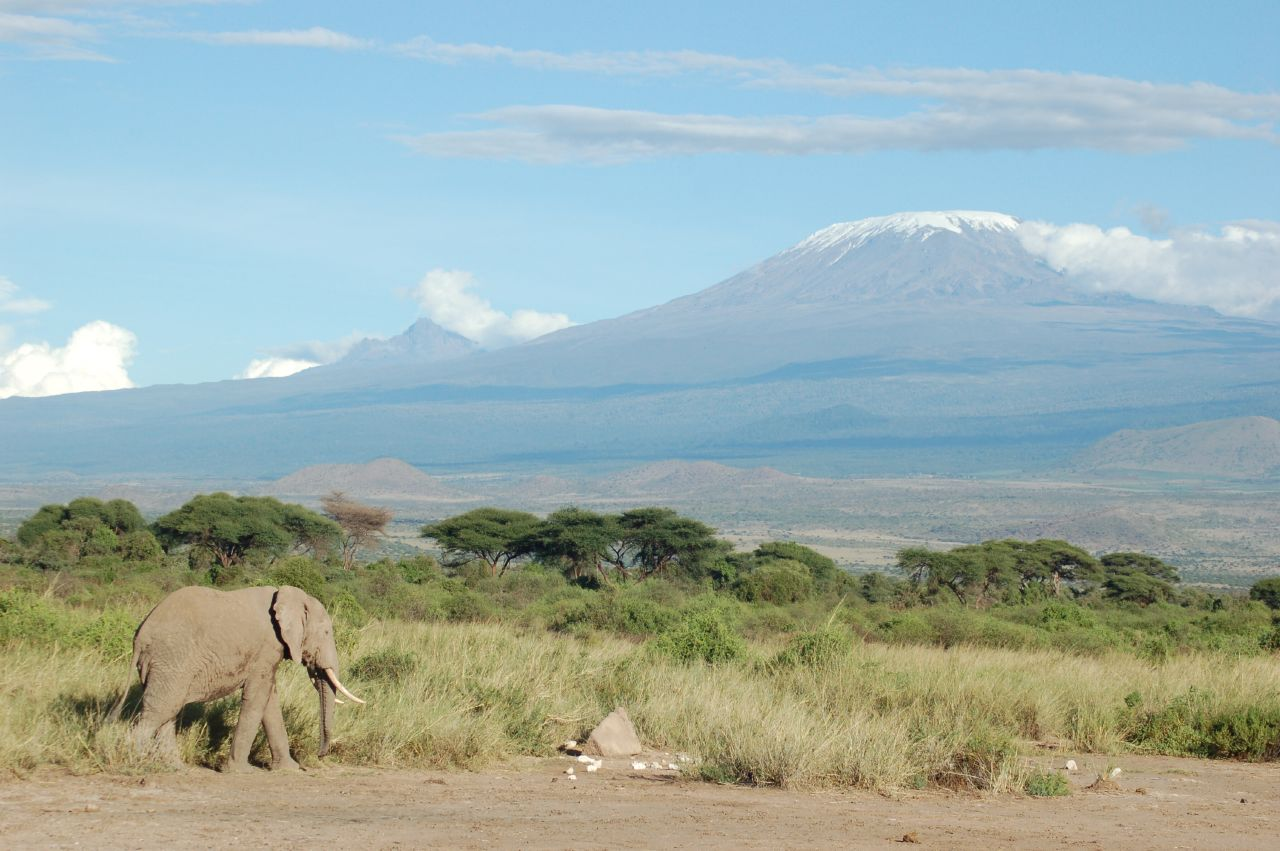
Slon a hora Kilimandžáro

Z půd převládají červenohnědé půdy savan. 
Podnebí je v ovlivňováno monzuny – v létě ovlivňuje podnebí severozápadní monzun a v zimě jihovýchodní pasát. Vzhledem k velikosti země je možné rozlišit čtyři typy počasí. Hlavní období dešťů připadá na měsíce březen, duben a květen. Teplota se po celý rok drží nad 20 °C kromě vyšších nadmořských výšek. Průměrná roční teplota se během celého roku příliš nemění a dosahuje kolem 30 °C. Nejteplejšími měsíci jsou listopad až únor. Od března do května a od října do prosince je v zemi období dešťů.
Říční síť není dostatečně vyvinutá a převládají krátké toky s peřejemi. Nejdelší řekou je Rufiji o délce 1400 km. Další významné řeky jsou Rovuma (1100km) a Great ruah. Zemí protéká přítok Nilu Kagera.
Největším jezerem je Viktoriino jezero. Je zde i několik dalších jezer, např. Tanganika, Malawi a Rukwa. Plošně největší rostlinnou formací jsou travnaté savany a savanové lesy (Miombo). Ekologicky významné jsou mangrovové lesy na pobřeží a afro-alpská vegetace nejvyšších sopečných pohoří.
V zemi se nacházejí národní parky a rezervace jako Serengeti, Kilimandžáro, Ngorongoro, Selous, Arusha.

### Města
- Dar es Salaam – 2 500 000 obyvatel
- Mwanza – 223 000 obyvatel
- Dodoma – hlavní město – 204 000 obyvatel
- Tanga – 184 000 obyvatel
- Zanzibar – 158 000 obyvatel

### Jezera
- Tanganika
- Malawi
- Viktoriino jezero
- Eyasi
- Manyara – jezero proslulé populacemi plameňáků, nachází se zde stejnojmenný národní park
- Natron – na jejím jižním okraji se zvedá činný vulkán Ol Doinyo Lengai (z masajského překladu „hora bohů“), příčina extrémně zásadité vody v jezeře. Narůžovělá krusta z uhličitanu sodného, Vzkvétající populace plameňáků malých, kteří se živí mikroskopickými řasami a pro něž je jezero nejvýznamnějším místem pro páření na světě.

### Ostrovy

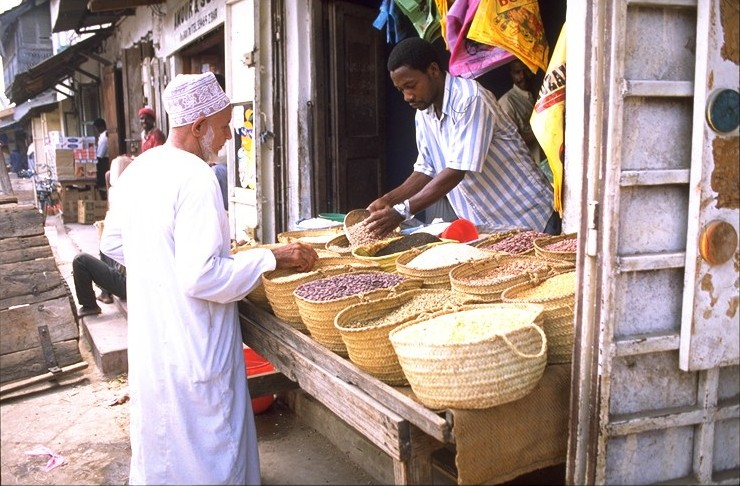
Trh s kořením na Zanzibaru

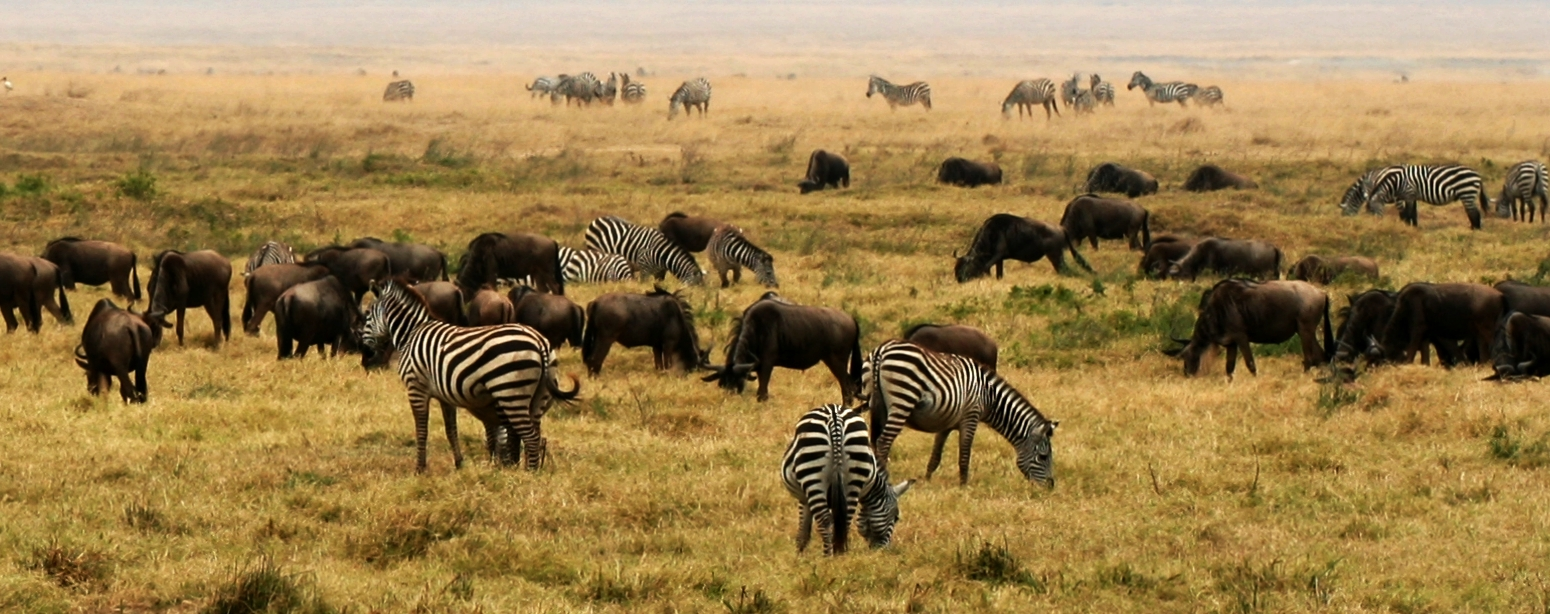
Savanna v oblasti Ngorongoro.

- Zanzibar
- Pemba
- Mafia

### UNESCO

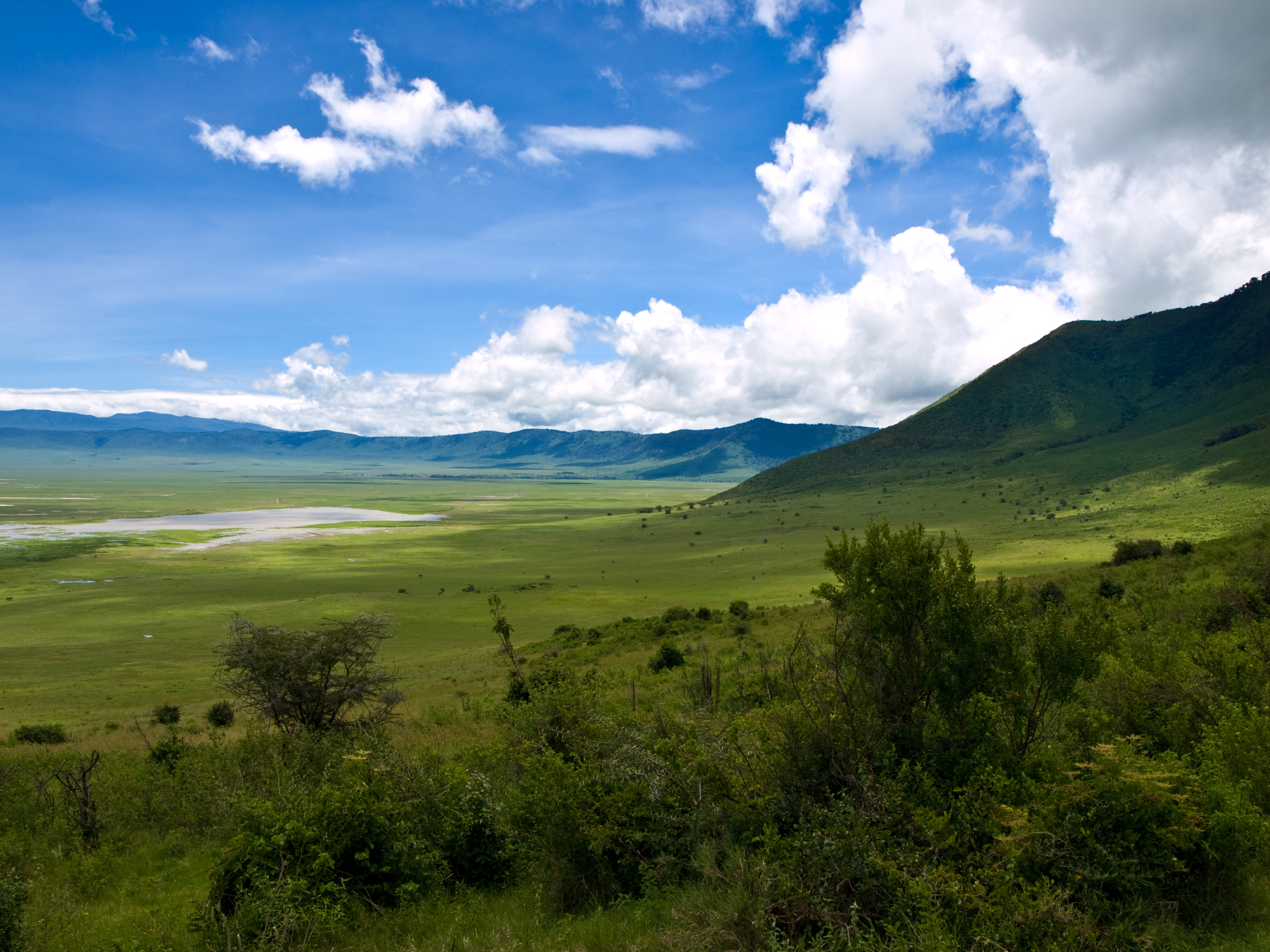
Ngorongoro

Mezi světové dědictví UNESCO patří chráněné území Ngorongoro, které bylo zapsáno na seznam v roce 1979. Nedaleko se nachází rokle Olduvai, kde byly nalezeny kosterní zbytky jednoho z nejstarších předchůdců člověka. V roce 1981 bylo na seznam zapsáno 1,5 milionu hektarů savany národního parku Serengeti. Nachází se tu přírodní divadlo, kde je možné pozorovat pravidelnou migraci velkých stád zeber, pakoňů a antilop. V rezervaci Selous, která byla zapsána na seznam UNESCO v roce 1982, žije řada ohrožených zvířat. Národní park Kilimandžáro byl zapsán do světového dědictví v roce 1987. Nachází se v něm nejvyšší hora Afriky Kilimandžáro s výškou 5895 m n. m.
Na seznamu UNESCO je též zapsáno Kamenné město (Stone Town), historická část města Zanzibar na stejnojmenném ostrově.

### Národní parky
Další z 18 národních parků na území Tanzanie: 
- Arusha National Park na severovýchodě Tanzanie
- Katavi National Park na západě státu
- Udzungwa Mountains National Park na jihu centrální Tanzanie

## Politika

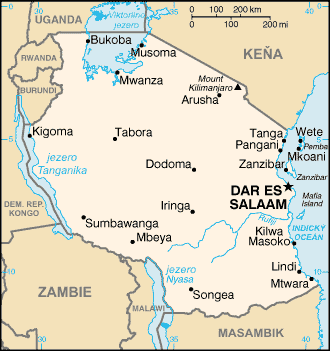
Mapa Tanzanie

Regiony Tanzanie

Podle ústavy z roku 1965 je Tanzanie republikou prezidentského typu. Hlavou státu a současně předsedou vlády je prezident, který má dva náměstky. První zastupuje Zanzibar a je předsedou tamní autonomní vlády a druhý zastupuje Tanganika (pevninskou část Tanzanie). Prezident spolu s Národním shromážděním mají zákonodárnou moc. Národní shromáždění je jednokomorové. Formálně je Tanzanie demokracií, ovšem již od zavedení pluralitního systému v roce 1995 moc drží stále stejná strana, Chama Cha Mapinduzi. Přičteme-li historii její předchůdkyně, drží tato strana moc již od 50. let, a je tak nejdéle vládnoucí stranou na celém kontinentu. Mnozí pozorovatelé již zapochybovali, že by si jedna strana mohla udržet tak dlouho tak vysokou přízeň voličů, a tanzanská demokracie je tak vnímána spíše jako maska systému vlády jedné strany.

### Zahraniční politika
Vztahy se sousedy má Tanzanie tradičně dobré, pomineme-li hraniční spor s Malawi v roce 2012. Jisté napětí existuje také s Rwandou, od doby, kdy se Rwanda vojensky angažuje na území Demokratické republiky Kongo. Krátce po zisku nezávislosti měla Tanzanie špatné vztahy s Británií, přerušila i diplomatické styky. Poté se však vztahy obnovily a Tanzanie je stále členem Commonwealthu. Z Británie míří do země nejvíce turistů a Britové také milují tanzanský čaj, jehož jsou největším mimoafrickým dovozcem. Od 60. let byla klíčovým geopolitickým partnerem a mentorem Tanzanie maoistická Čína. Proslulým se stal společný projekt železnice do Zambie v 70. letech. Na tuto tradici bylo navázáno i ve změněných podmínkách 21. století, kdy Čína začala v Tanzanii, jako i v jiných afrických státech, masivně investovat a zajišťovat si geopolitický vliv. O ten ale zápasí i aspirant na subsaharskou velmoc: Jihoafrická republika. Tanzanie se také snaží udržovat dobré vztahy s USA a Evropou.
K 31. říjnu 2014 Tanzanie přispívala 2 253 vojáky a dalším personálem do různých mírových operací OSN. Tanzanská armáda se spolu s jihoafrickými a malawskými vojsky účastní operace OSN v Konžské demokratické republice (MONUSCO). Rada bezpečnosti OSN pověřila 28. března 2013 tyto síly provádět cílené útoky k neutralizaci skupin ohrožujících mír v Kongu. Tanzanie se také účastnila mírových misí v súdánské oblasti Dárfúr (UNAMID), ve sporné oblasti mezi Jižním Súdánem a Súdánem (UNISFA), ve Středoafrické republice (MINUSCA), Libanonu (UNIFIL) a v Jižním Súdánu (UNMISS).

### Administrativní dělení
Tanzanie je od roku 2016 rozdělena do třiceti jedna oblastí (mkoa), 26 na pevnině a 5 na Zanzibaru. Ty se dále dělí na 99 okresů. V minulosti bylo hlavním městem Dar es Salaam. V 70. letech vláda ale rozhodla vybudovat nové hlavní město. Dodoma je jím oficiálně od roku 1996. V roce 2019 do města přesídlil prezident, což byl další významný symbolický krok.

## Ekonomika

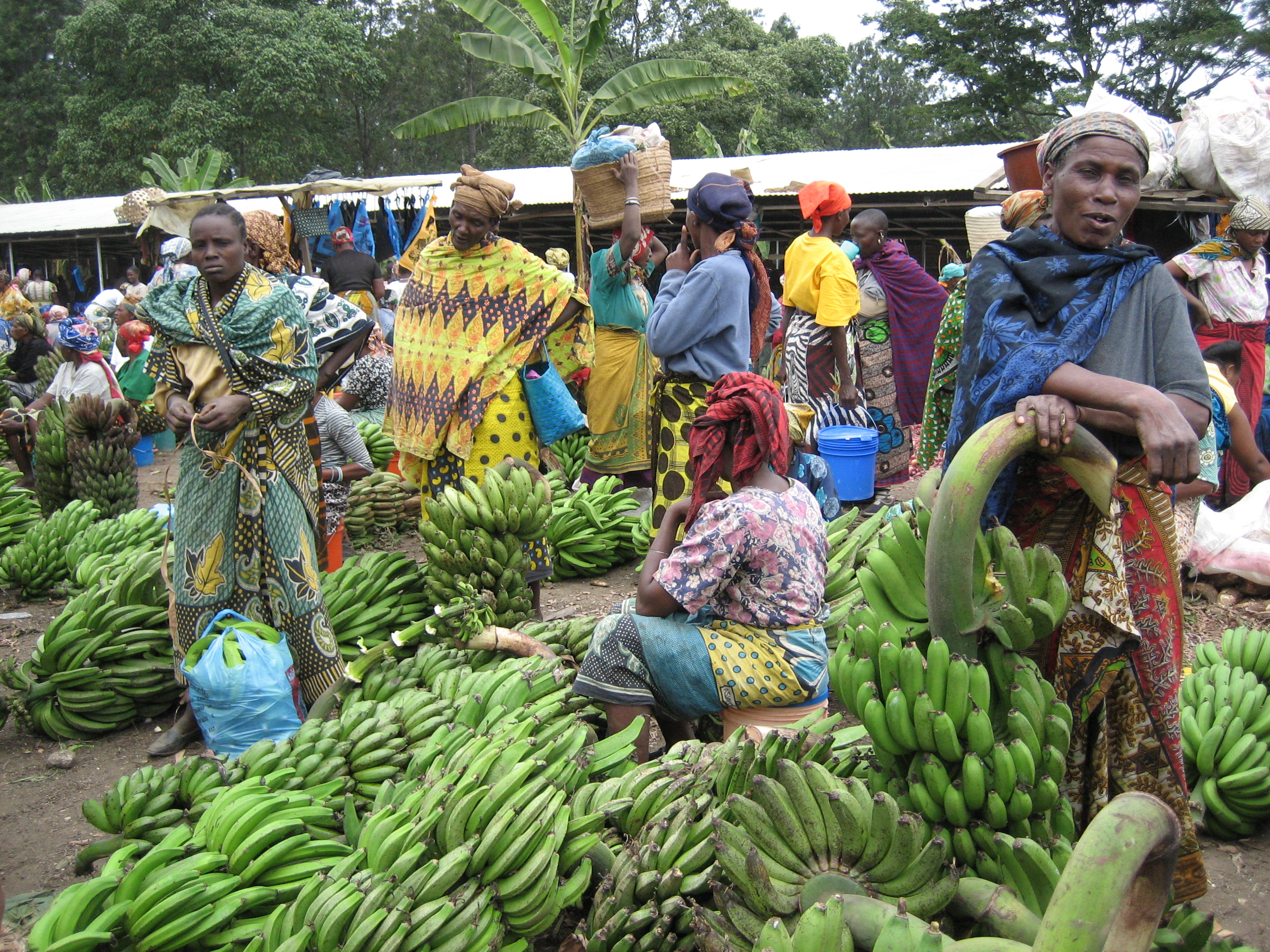
Jarmark poblíž města Arusha

Tanzanie je relativně chudá africká země, průměrné HDP na osobu dosahovalo podle odhadu v roce 2018 pouze 1100 USD. Ekonomika je velmi závislá na zemědělství, které zaměstnává přibližně 80% pracovní síly, pokrývá 85 % exportu a vytváří čtvrtinu celkového HDP. Topografie a klimatické podmínky jej však značně limitují, takže pouze 4 % území jsou kultivována. Důležitou součástí ekonomiky je těžba, především zlata, diamantů, tanzanitu, slídy a černého uhlí. Od roku 2010 bylo objeveno mnoho bohatých ložisek zemního plynu, s jehož využitím se počítá také při budoucí elektrifikaci, energetickou základnu má posílit také dokončení ropovodu ze sousední Ugandy. Poslední reformy veřejného sektoru a bankovnictví posilují soukromý sektor, ekonomický pokrok však mimo jiné brzdí i vysoká míra korupce.
Z pěstovaných zemědělských plodin je nejvýznamnější kukuřice, rýže, proso, maniok, bavlna, sisal, káva a cukrová třtina. Vyváží se hlavně bavlna, káva a ořechy, převážně do Japonska a Evropy. V živočišné výrobě převládá chov skotu, ovcí a koz. Pastviny tvoří téměř 40 % rozlohy celé zemědělsky využitelné půdy. Významný je také rybolov. Ačkoliv mezi venkovem a městem stále panují velké sociální rozdíly, ve městech je situace poněkud stabilnější. Zamýšlenému hospodářskému rozvoji, formulovanému v National Strategy for Growth and Reduction of Poverty, napomáhá relativně stabilní politická situace a také skutečnost, že země, na rozdíl od mnoha jiných afrických států, v moderních dějinách prakticky nepoznala občanskou válku.

### Turismus
Pro hospodářství Tanzanie začíná být velkým přínosem odvětví cestovního ruchu, které roste z roku na rok a je významným zdrojem příjmů. Země láká turisty především na safari v národních parcích a rezervacích. Serengeti a Ngorongoro jsou světoznámé. Velkým lákadlem je také výstup na nejvyšší horu Afriky – Kilimandžáro. Z historických památek je zajímavý Stone Town na ostrově Zanzibar. Naopak zcela ignorována je Kilwa (chrání ji také UNESCO) – historické centrum starobylé říše Kilwa. Vzhledem k rozmezí nadmořské výšky je v Tanzanii silné střídání teplého a chladnějšího počasí běžné. Na pobřeží Indického oceánu lze nalézt krásné pláže. Nudismus a opalování „nahoře bez“ není povoleno. V oblastech, kde převládá islám, je nošení vhodného oblečení nutností. Za přechovávání drog jsou přísné tresty. Homosexualita a její projevy nejsou povoleny a jsou za ni velké tresty (až 25 let vězení).

## Obyvatelstvo
| Náboženství v Tanzanii (2014) | Náboženství v Tanzanii (2014) | Náboženství v Tanzanii (2014) | Náboženství v Tanzanii (2014) | Náboženství v Tanzanii (2014) |
| ----------------------------- | ----------------------------- | ----------------------------- | ----------------------------- | ----------------------------- |
|                               |                               |                               |                               |                               |
| Křesťanství                   | Křesťanství                   |                               | 61,4 %                        | 61,4 %                        |
| Islám                         | Islám                         |                               | 35,2 %                        | 35,2 %                        |
| Tradiční víry                 | Tradiční víry                 |                               | 1,8 %                         | 1,8 %                         |
| Ostatní                       | Ostatní                       |                               | 1,6 %                         | 1,6 %                         |
| Zdroj: CIA World Factbook     |                               |                               |                               |                               |

Obyvatelé se člení do mnoha kmenů, z nichž jsou nejpočetnější Svahilci, Sukumové, Ňamweziové a Makondové hovořící bantuskými jazyky. Jako ve většině afrických zemí žije většina obyvatel na venkově. Gramotných je 67 % obyvatelstva. Tanzanci vyznávají křesťanství (Tanganika) a islám (na Zanzibaru až 97 % lidí). Úředními jazyky jsou angličtina a svahilština. Ve vnitrozemí žijí nilotští pastevci z kmene Masajů a lovci a sběrači z kmene Hadzů. Indové a Arabové původem z Ománu žijí především na Zanzibaru a ve městech na pobřeží. Na Zanzibaru se narodil také zpěvák Freddie Mercury, jehož rodina pocházela z řad Pársů z Indie. Střední délka života je 65,2 let pro muže, 68,4 let pro ženy. 

### Náboženství
Na pobřeží Tanzanie obyvatelé vyznávají islám již od 8. století. Muslimky nedbají na zahalení, nosí jenom šátek, který nechává zcela odkrytý obličej. Muži nosí typické muslimské hábity nebo normální oblečení. Asi dvě třetiny obyvatel vyznávají křesťanství. V zemi působí misionáři evangelického bratrstva Moravské církve. Obyvatelé jsou hluboce věřící a pravidelně navštěvují nedělní mše. Muslimové a křesťané se navzájem respektují. Země povoluje i smíšená manželství.
Podle statistiky z roku 2020 je náboženská příslušnost v Tanzanii (neplatí pro Zanzibar) následující:  křesťané 63,1 %, muslimové 34,1 %, tradiční africká náboženství 1,1 %, další méně zastoupená náboženství a bez vyznání 1,7 %. Náboženská realita je ovšem komplexnější: mnoho tanzanských křesťanů a muslimů ctí rovněž tradiční víru svých předků (vícečetná náboženská identita), případně synkretismus křesťanství a lokálních tradičních náboženství. V muslimské populaci Tanzanie následuje 16 % muslimů školu Ahmadíja, 20 % je nekonfesních muslimů, 40 % je sunnitů, 20 % šiítů a 4 % súfiů. V rámci křesťanského společenství je největší skupinou katolická církev (51 % křesťanů). Mezi protestanty je velká množina luteránů a moravských bratří a to díky německé misionářské činnosti. Další významné křesťanské množiny tvoří pentekostalisté a adventisté – výsledek misijních aktivit ze Skandinávie a Spojených států, zejména během první poloviny 20. století. Podle afrikanisty O. Havelky v Tanzanii vedle vícečetné náboženské identity a rozličných synkretismů i eklekticismů rovněž existuje africké čarodějnictví a to v takové míře, že zde prosperují rovněž tzv. vyhledávači čarodějů.

## Kultura

### Památky

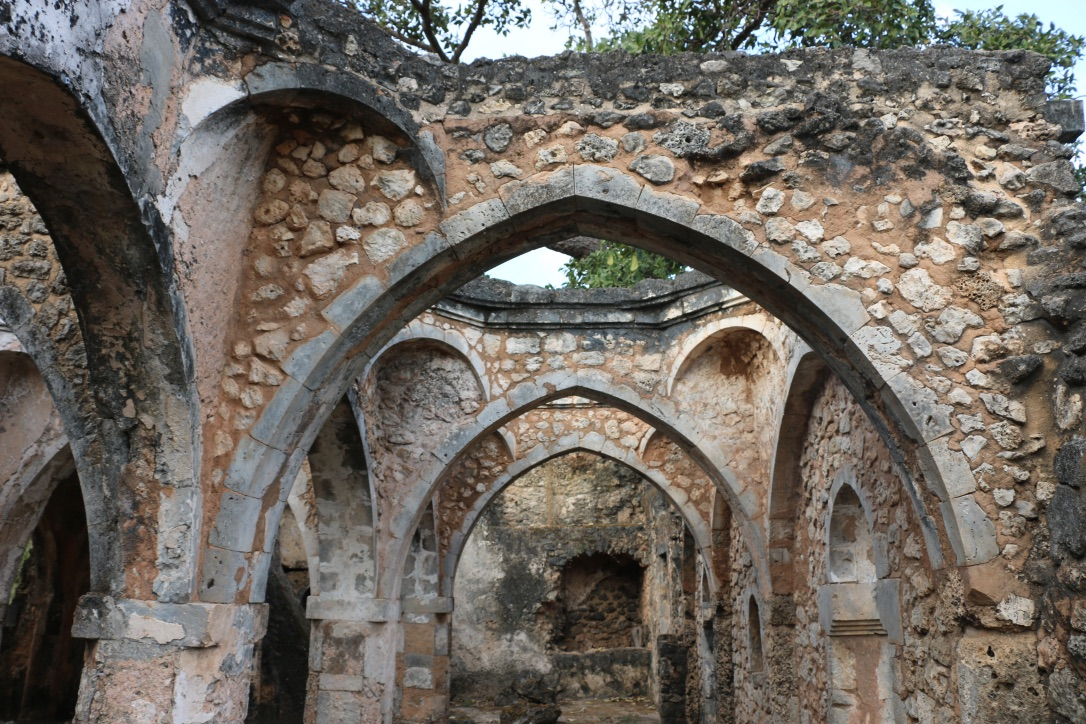
Ruiny Kilwa Kisiwani

V letech 1909–1913 probíhaly na území dnešní Tanzanie rozsáhlé vykopávky pod německým vedením. Slavná lokalita Tendaguru dala světu například kostru obřího dinosaura rodu Giraffatitan. Fosilie tohoto a dalších dinosaurů, objevených na lokalitě Tendaguru, byly dobře známé domorodým obyvatelům této oblasti již dlouho před příchodem evropských vědců. V archeologickém nalezišti Ngorongoro byly zase nalezeny nejstarší pozůstatky předchůdce dnešního člověka, homo habilis. V roce 1979 proto byla tato lokalita zapsána na seznam světového kulturního dědictví UNESCO. Za dva roky se stejné pocty dočkaly dva historické přístavy, Kilwa Kisiwani a Songo Mnara. Obchodníci z těchto dvou přístavů, ležících na ostrůvcích kousek od pobřeží, obchodovali mezi 13. a 16. stoletím se zlatem, stříbrem, perlami, parfémy, keramikou a čínským porcelánem. Většina zboží dopravovaná ve středověku přes Indický oceán těmito dvěma základnami prošla. Později byl na seznam připsán z podobných důvodů i přístav Zanzibar. V roce 2006 se světovým dědictvím staly i skalní malby v Kondoa. Nacházejí se na východních svazích Masajského valu, v přírodní skalních úkrytech. Malby tam lidé malují asi 2000 let. Skalních úkrytů je asi 150, na celkové ploše 2 400 čtverečních kilometrů.

### Umění

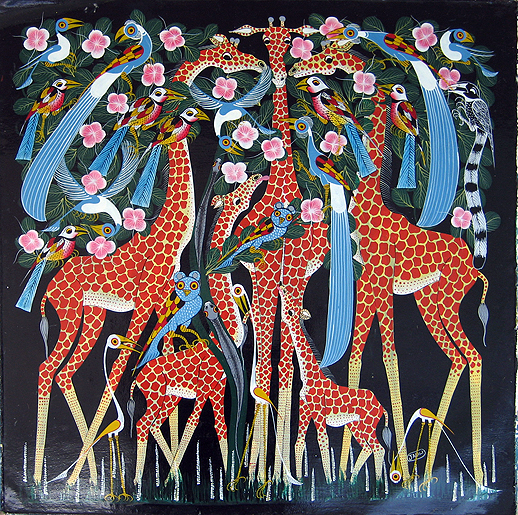
Obraz žánru tingatinga

Populárním hudebním žánrem v Tanzanii je taarab, k jeho nejznámějším představitelům patří Bi Kidude a Siti binti Saad. Na území dnešní Tanzanie se narodil i slavný zpěvák skupiny Queen Freddie Mercury. Herečka Rachel Luttrellová se proslavila rolí Teyly Emmaganové v americkém televizním seriálu Stargate Atlantis. Za národního básníka je považován Shaaban Robert, který byl zastáncem udržení tradičního afrického verše na úkor evropského vlivu. Tanzanský rodák Abdulrazak Gurnah získal v roce 2021 Nobelovu cenu za literaturu, a to za „nekompromisní a soucitné ohledávání dopadů kolonialismu a osudů uprchlíků v propasti mezi kulturami a kontinenty“. Tanzanské malířství zásadně ovlivnil Edward Tingatinga. Po jeho smrti se vytvořil celý žánr inspirovaný jeho dílem a nesoucí jeho jméno: Tingatinga.

### Sport
Od roku 1964 se Tanzanie účastní olympijských her. Dosud (k roku 2021) získala dvě stříbrné medaile, obě na olympijských hrách v Moskvě roku 1980, obě v bězích na dlouhé tratě. V závodě na 3000 metrů s překážkami skončil druhý Filbert Bayi, na pěti kilometrech pak Suleiman Nyambui. Christopher Isengwe získal stříbro v maratonském běhu na mistrovství světa v Helsinkách roku 2005. Hasheem Thabeet byl prvním tanzanským basketbalistou v americké NBA.

### Kuchyně

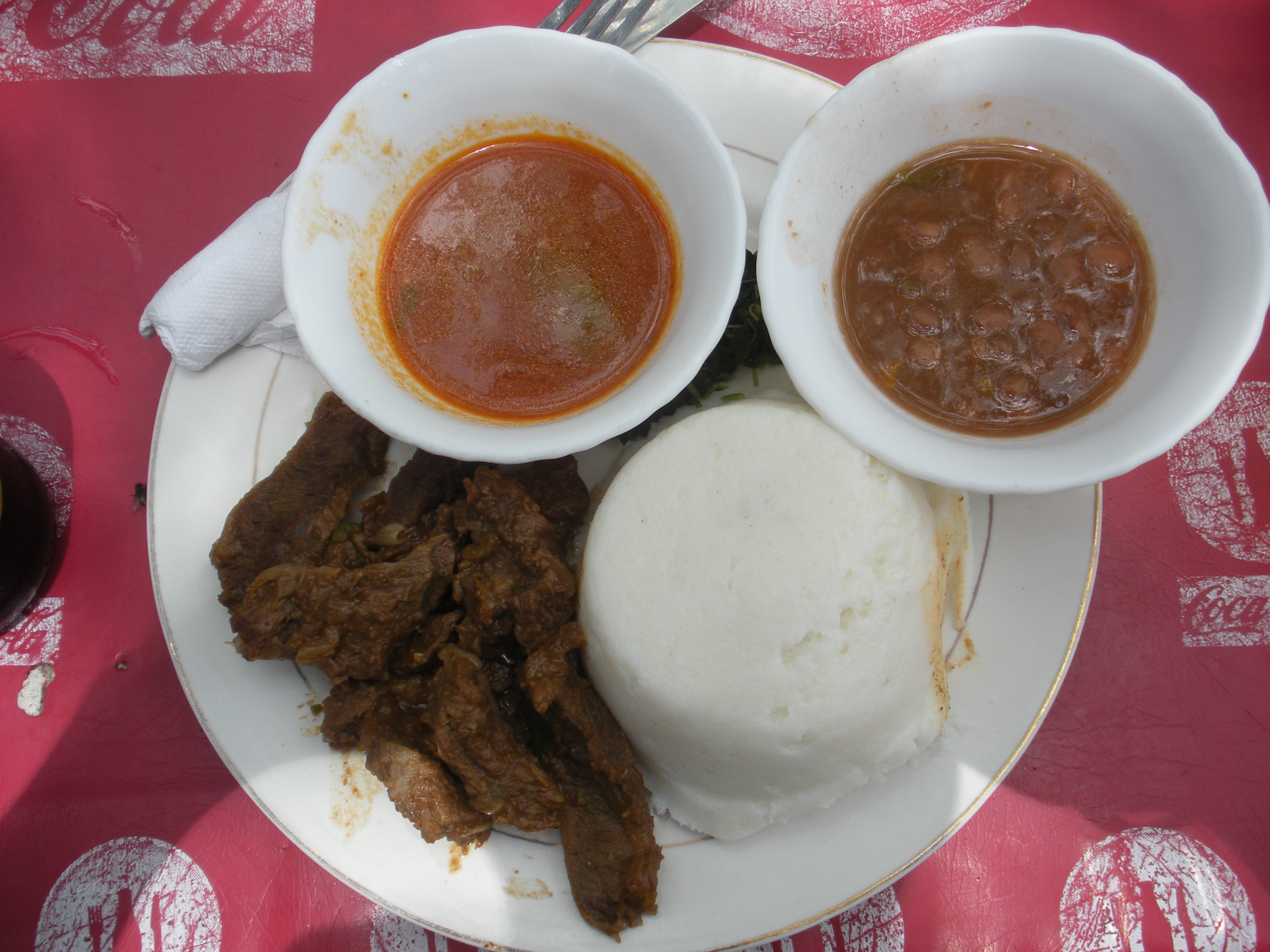
Ugali a nyma choma

Tanzanská kuchyně vychází z tradic místních kmenů, byla ale ovlivněna i indickou kuchyní (především na pobřeží). K oblíbeným pokrmům patří například nyama choma, maso grilované na způsob barbecue. Kachumbari je salát z rajčat a cibule. Specialitou města Dar es Salaam je kachna vařená s paprikou, rajčaty a cibulí. Za variaci indického kari lze považovat mchuzi wa kamba, do něhož se ovšem přidávají krevety. Místní variací kebabu je zase mishkaki. I omeleta zdomácněla, nazývá se chipsi mayai, a zvláštností je, že se podává s hranolky. Typickou přílohou je jinak spíše ugali, které se vyrábí z kukuřičné mouky, vody a soli. Jako i jinde v Africe se široce využívají plantainy (zeleninové banány), obvyklou tanzanskou přípravou je ovšem jejich vaření, nikoli obvyklejší pečení. Oblíbeným dezertem je mandazi, sladké fritované pečivo trojúhelníkového tvaru, podobné koblize. Svá specifika má zanzibarská kuchyně. Ještě více než na kontinentu je znát indický vliv, takže oblíbené jsou zejména biryani, čatní, samosa nebo kari. Specialitou Zanzibaru je pizza, zanzibarská pizza se ale od italské pizzy značně liší. Jedná se o těsto, na které se přidá cibule, paprika, maso a vejce, případně také sýr. Tato placka se poté přeloží a smaží se. V Tanzanii je populární čaj nebo palmové víno. Tanzanie je také známa pro kávu, která se zde pěstuje. Tanzanie je také druhým největším producentem vína v subsaharské Africe (po Jihoafrické republice), většina vinic se nachází u města Dodoma ve střední Tanzanii. Specifická místní odrůda se nazývá makutupora.